# Krzeptów
Krzeptów (niem. Kriptau – wieś w Polsce położona w województwie dolnośląskim, w powiecie wrocławskim, w gminie Kąty Wrocławskie.
W latach 1975–1998 miejscowość administracyjnie należała do województwa wrocławskiego.
Od kilku lat liczba ludności szybko rośnie:
| rok        | 2007 | 2008 | 2009 | 2010 | 2011 | 2012 | 2013 | 2014 | 2015 | 2016 | 2017 | 2018 | 2019 |
| ---------- | ---- | ---- | ---- | ---- | ---- | ---- | ---- | ---- | ---- | ---- | ---- | ---- | ---- |
| mieszkańcy | 151  | 185  | 224  | 271  | 315  | 347  | 389  | 391  | 409  | 431  | 516  | 546  | 631  |